# Halles de Lyon-Paul Bocuse
Pour les articles homonymes, voir Halle, Lyon (homonymie), Paul Bocuse et Bocuse.
Les Halles de Lyon Paul Bocuse ou La Halle ou parfois le ventre de Lyon sont des halles de 1971, du 3e arrondissement de Lyon, en Auvergne-Rhône-Alpes. Ce marché couvert de 13 500 m2, d'une soixantaine de commerçants et restaurants, est un des hauts-lieux emblématiques de la cuisine lyonnaise, dédié aux mères lyonnaises, et au célèbre chef cuisinier emblématique lyonnais 3 étoiles au Guide Michelin Paul Bocuse (1926-2018).

## Histoire

### Anciennes Halles duXIXesiècle
L'ancienne Halle centrale de Lyon était installée place des Cordeliers dans le 2e arrondissement, entre la rue Buisson (rue Antoine-Sallès depuis 1962) et la rue Claudia. Le préfet Claude-Marius Vaïsse confie à la Compagnie de la rue Impériale (rue de la République) la charge d'édifier ce qui n'était à l'origine qu'un vaste marché couvert. La structure métallique est conçue par l'architecte Tony Desjardins et réalisée par l'ingénieur Martin. Les travaux commencent au printemps 1858, et l'inauguration a lieu le 1er mars 1859. Le marché se transforme en halle lorsque les commerçants obtiennent l'autorisation de laisser en permanence leurs bancs et balances. Mais au fil des années, la halle devenue trop petite est aussi vétuste. Le stockage des denrées ne correspond plus aux normes d'hygiène, et les lieux manquent de possibilité de stationnement.

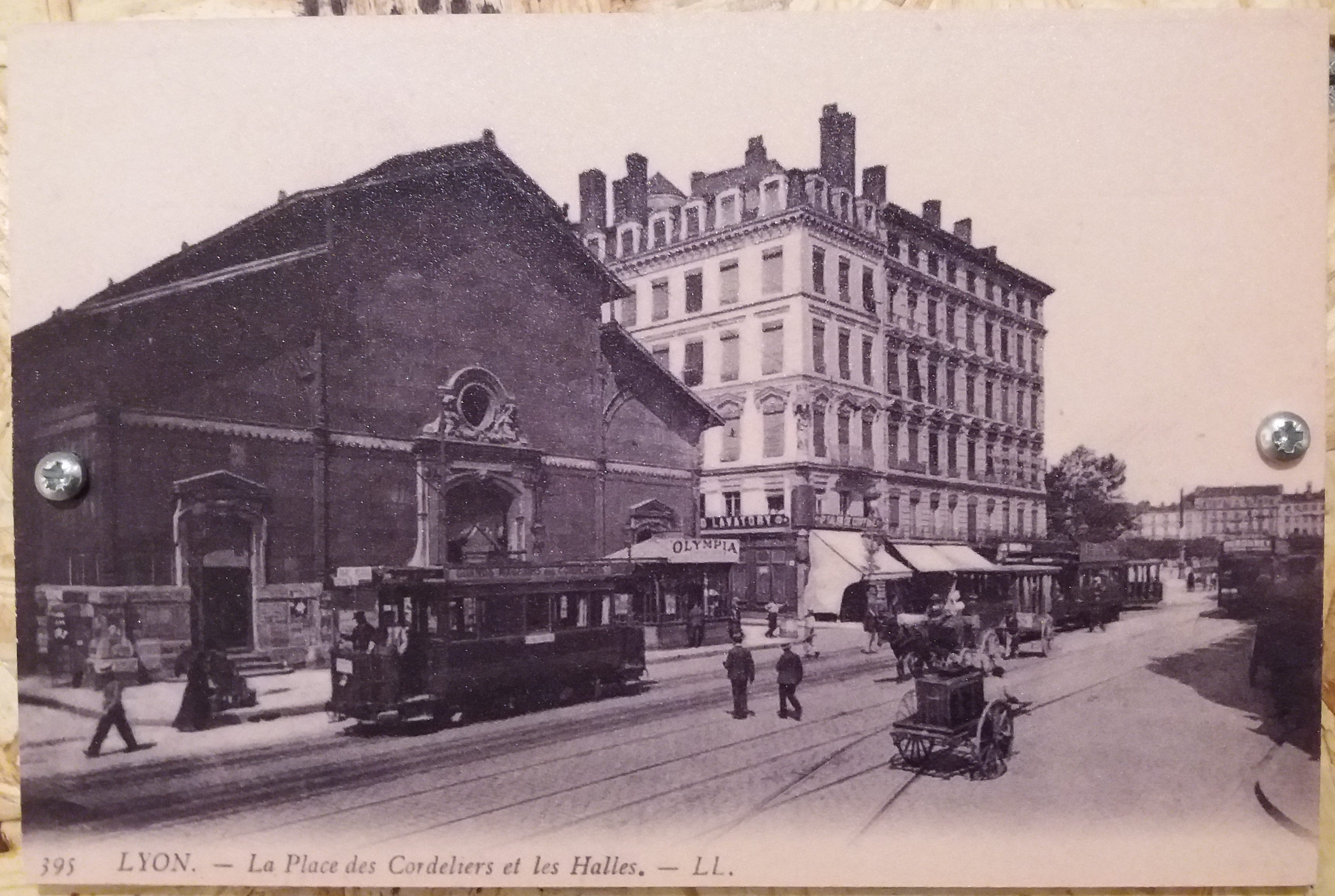
Anciennes halles, à gauche

### Nouvelles Halles
À la fin des années 1960, le maire de Lyon de l'époque Louis Pradel fait construire une nouvelle halle moderne dans le quartier de La Part-Dieu, entre le 102 cours Lafayette, la rue Garibaldi, et la rue Bonnel, voisine du centre commercial La Part-Dieu et gare de Lyon-Part-Dieu.
Elle est inaugurée en février 1971, en remplacement de celle des Cordeliers démolie en janvier 1971. Le bâtiment est rénové en 2005-2006, avec une grande façade vitrée cours Lafayette.

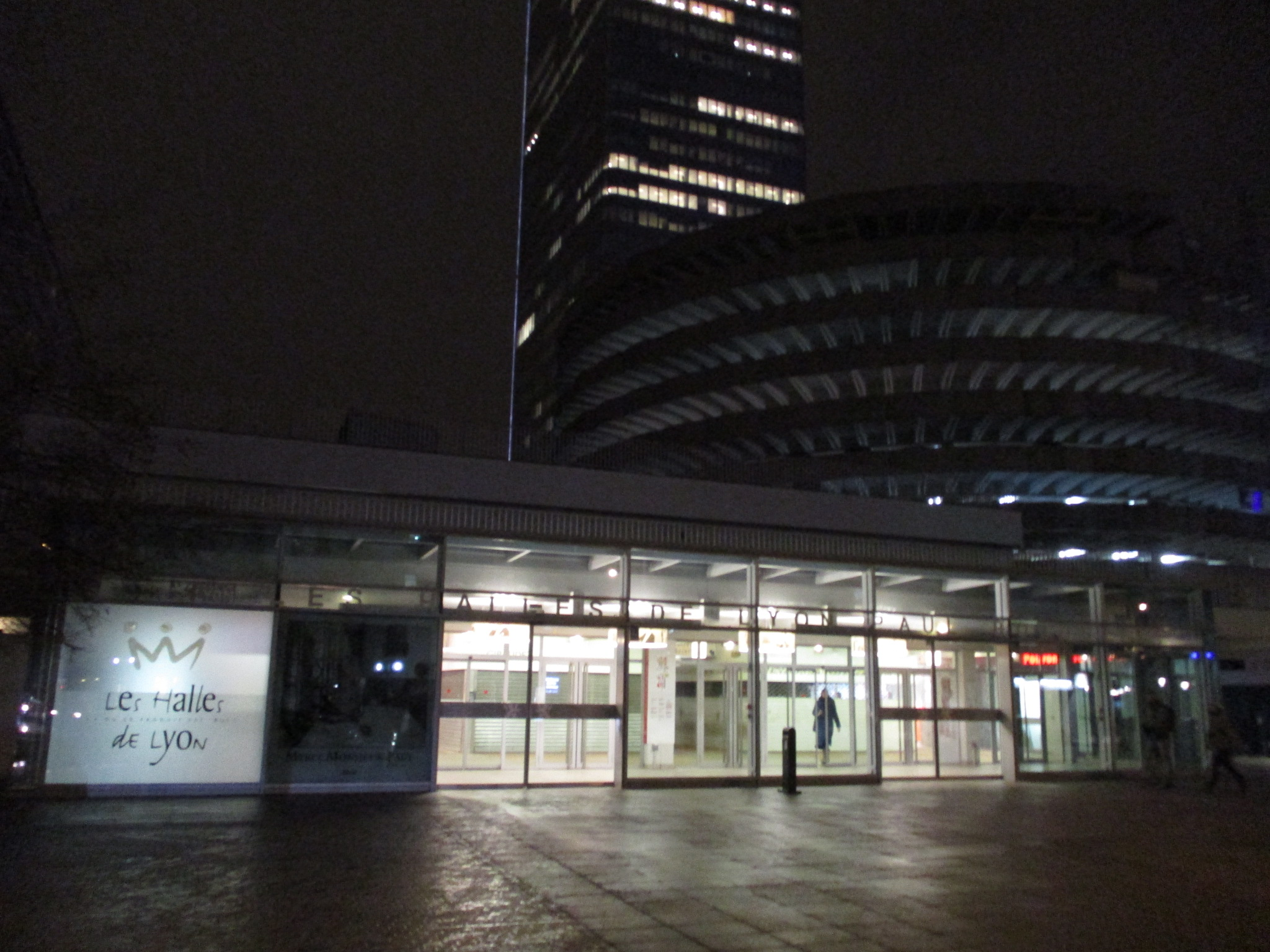
Entrée sud, rue de Bonnel
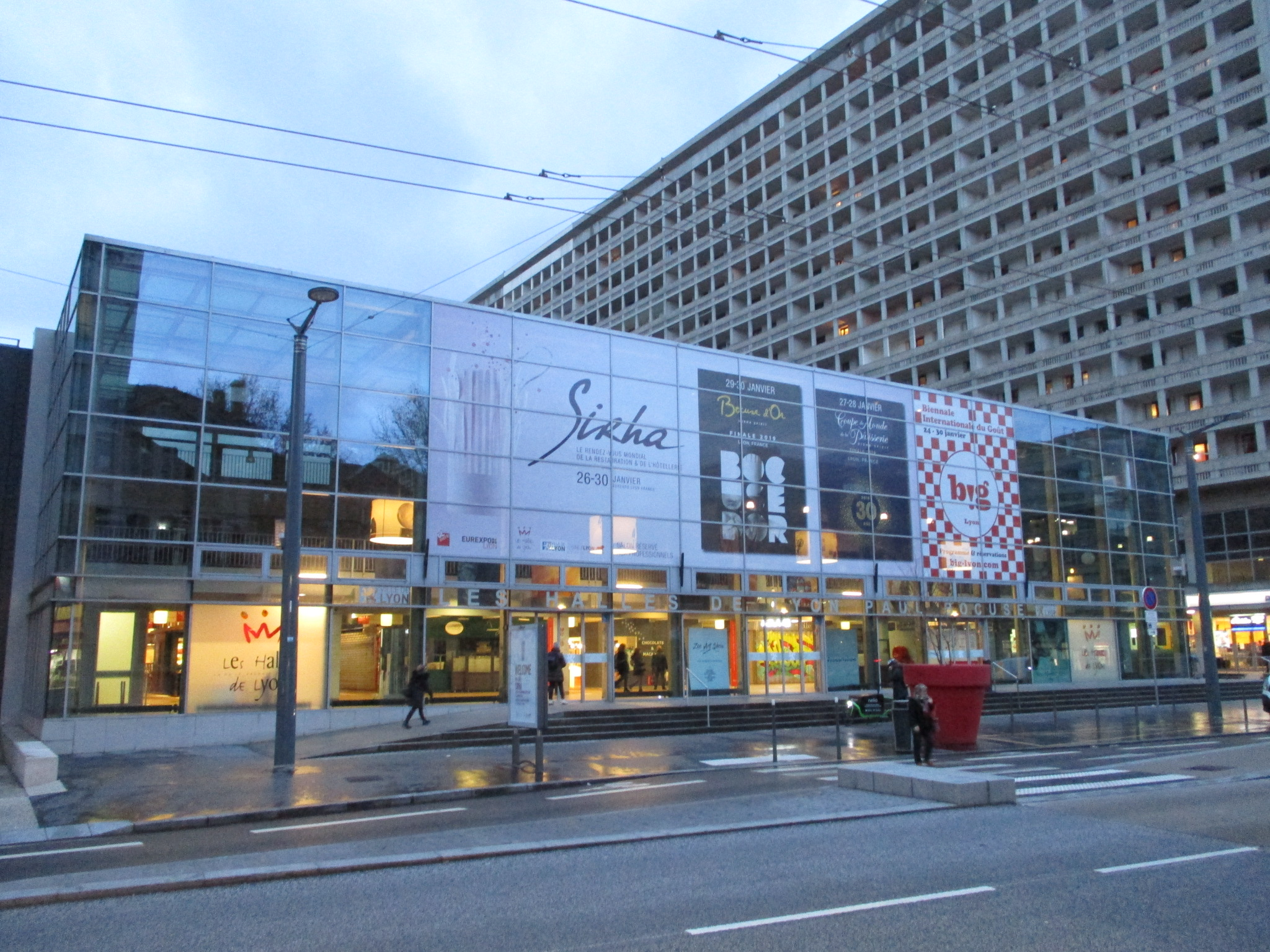
Entrée nord, cours Lafayette
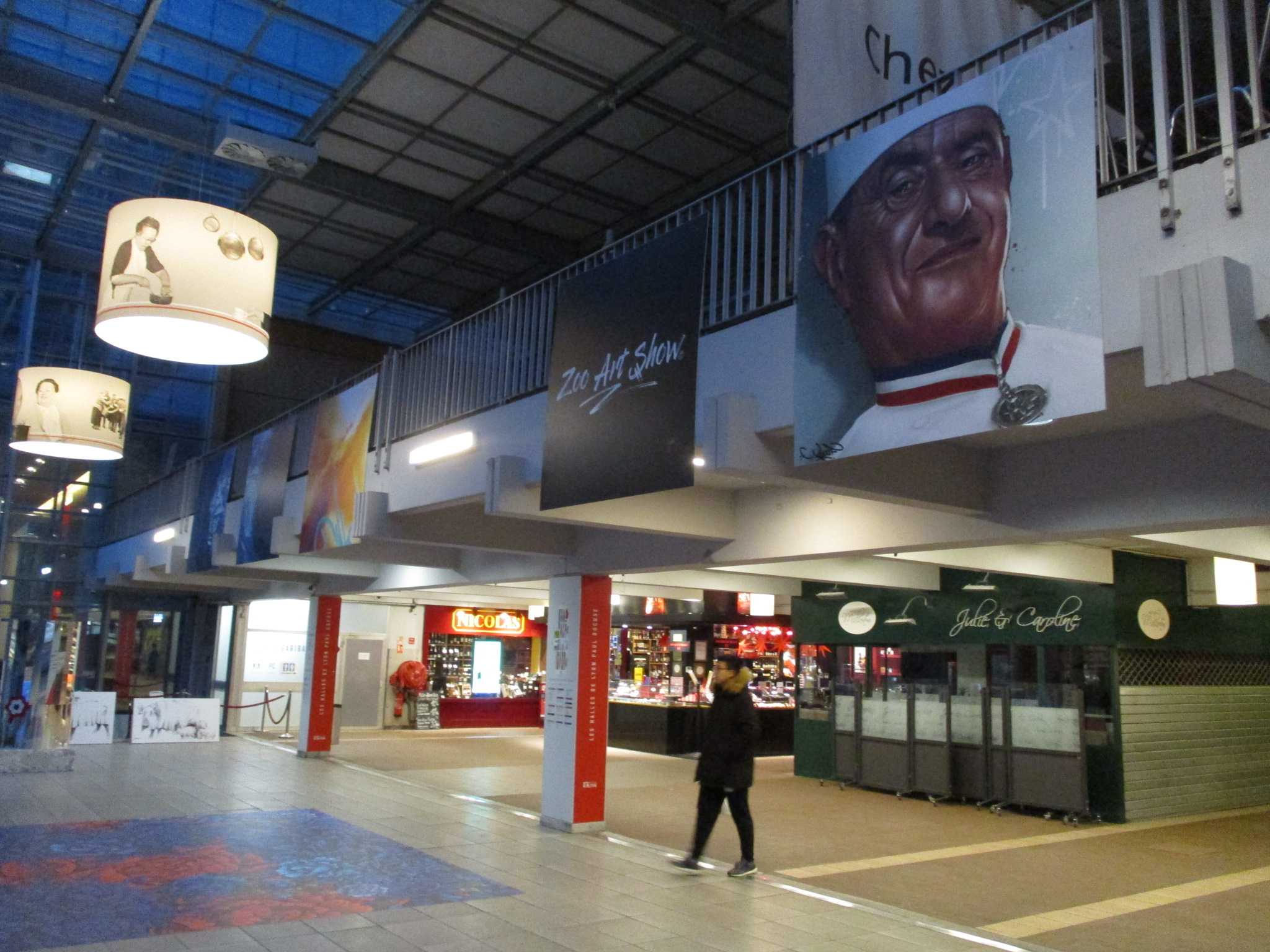
Intérieur

## Fonctionnement
Les halles de Lyon vendent tous les produits constituant la base de la gastronomie lyonnaise, d'où leur surnom de « ventre de Lyon ». Par leur association au nom de Paul Bocuse elles deviennent un haut lieu touristique au même titre que les quartiers du Vieux Lyon ou de Fourvière. Avec ses 56 commerçants elles reçoivent jusqu'à 10 000 visiteurs par jour.
Le budget global en 2024 est de 2,254 millions d’euros, avec 6 emplois équivalent temps plein affectés par la ville.

### Mise en concurrence des concessions
En 2024, les concessions des commerçants, qui arrivent à échéance le 31 décembre 2025, sont mises en concurrence par la mairie du fait de l'ordonnance du 19 avril 2017 relative à la propriété des personnes publiques, qui impose une telle procédure, et d'un rapport de la chambre régionale des comptes. Les nouvelles concessions entreront en vigueur début 2026, pour une durée de 10 ans et demi.

## Hommage à Paul Bocuse
En 2007, à la suite des rénovations, les halles sont rebaptisées Halles de Lyon-Paul Bocuse pour rendre hommage au souvenir du plus célèbre des chefs cuisiniers lyonnais Paul Bocuse, habitué des lieux (ce marché étant un des hauts-lieux gastronomiques historiques lyonnais, où Paul Bocuse s'approvisionnait pour ses restaurants gastronomiques, chez entre autres la Mère Richard, la fromagerie Maréchal, le poissonnier Pupier, la charcutière Colette Sibilia, et la maison Gast...).

## Quelques commerces et restaurants des Halles
Les Halles couvrent une superficie de 13 500 m2 répartis sur 3 niveaux, avec une soixantaine de commerces et restaurants, dont :
- Cafés, bars & restaurants
  - Comptoir Gueuleton
  - Au Petit Salon : Maison Rousseau
  - Resto Halle
  - Chez Les Gones
  - Le Boulanger : Cote Café (Maison Jocteur)
  - Les Garçons Bouchers
  - Inch'ka
  - Passionnement Truffes
  - Muzette
  - Toké des Halles
  - Le Fer À Cheval
  - Gonéo

Quelques commerces et restaurants
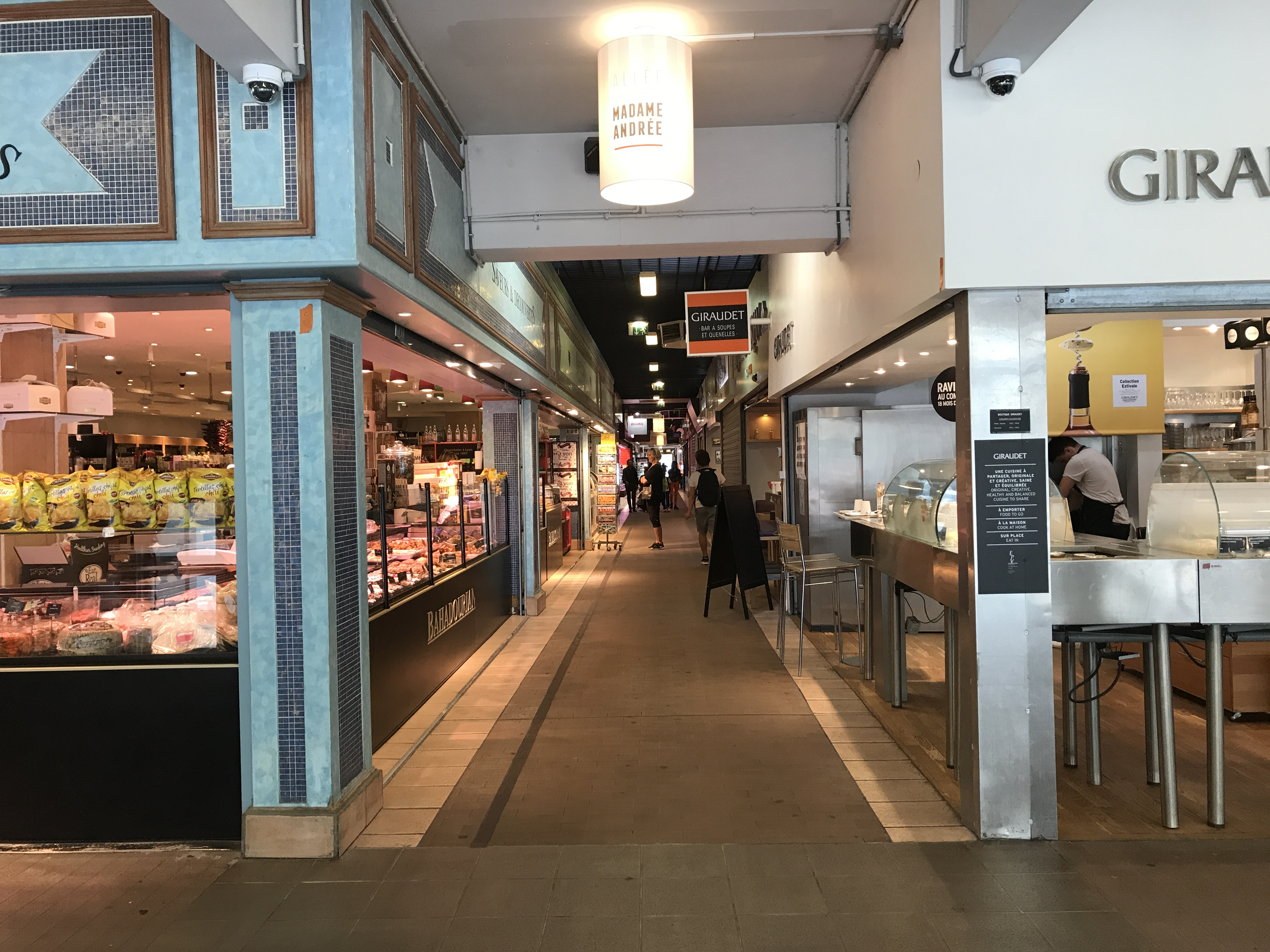
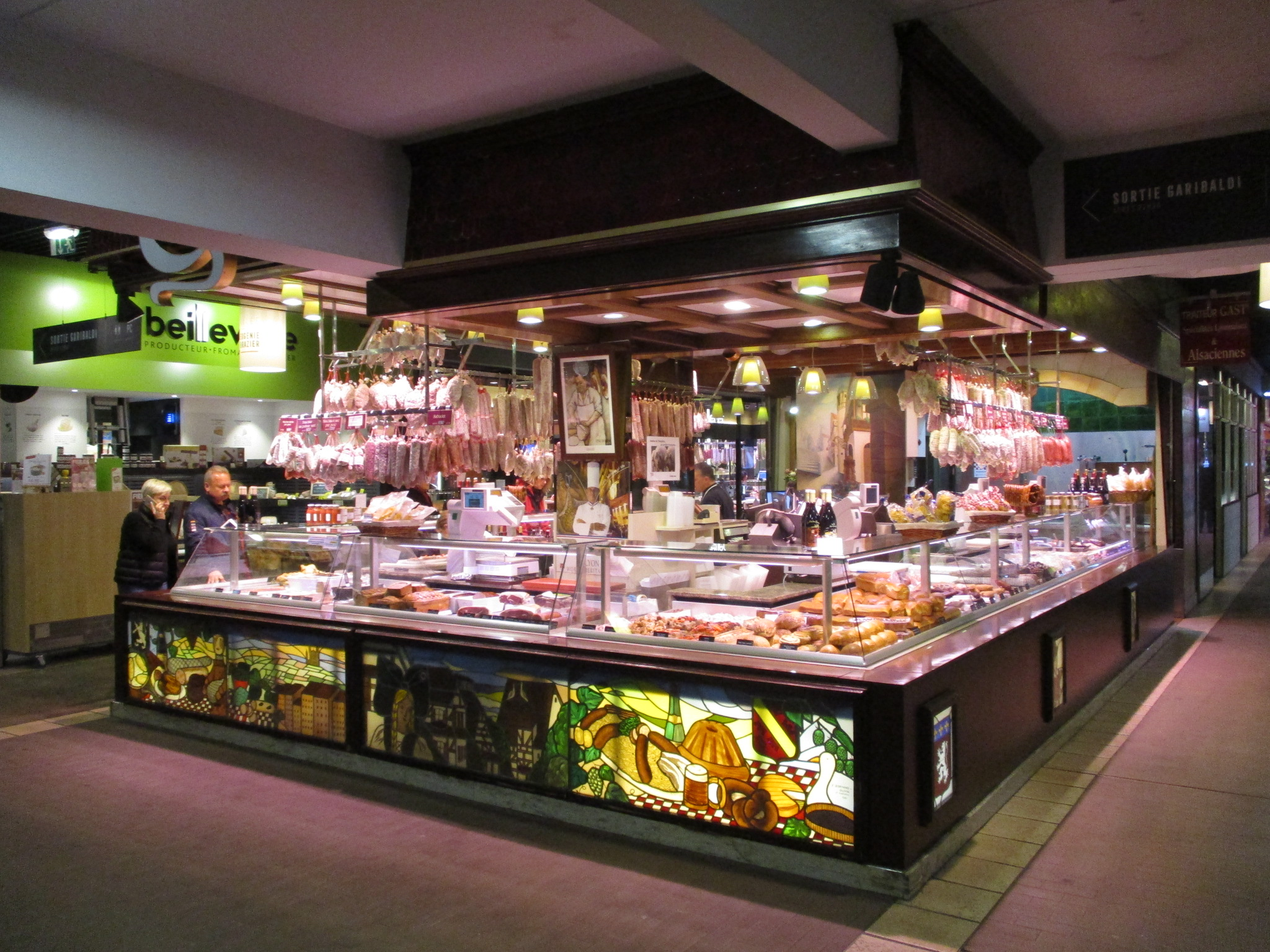
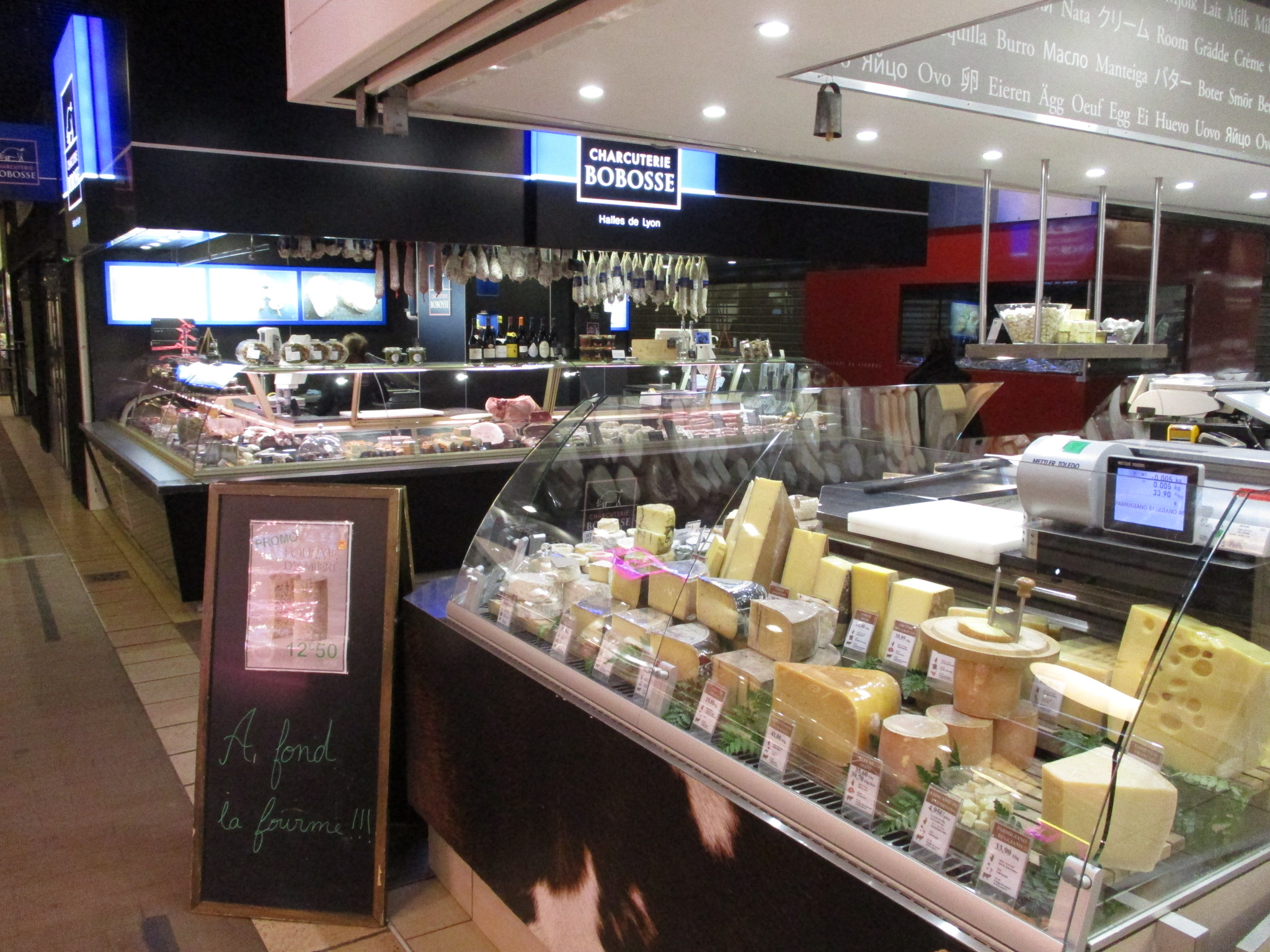
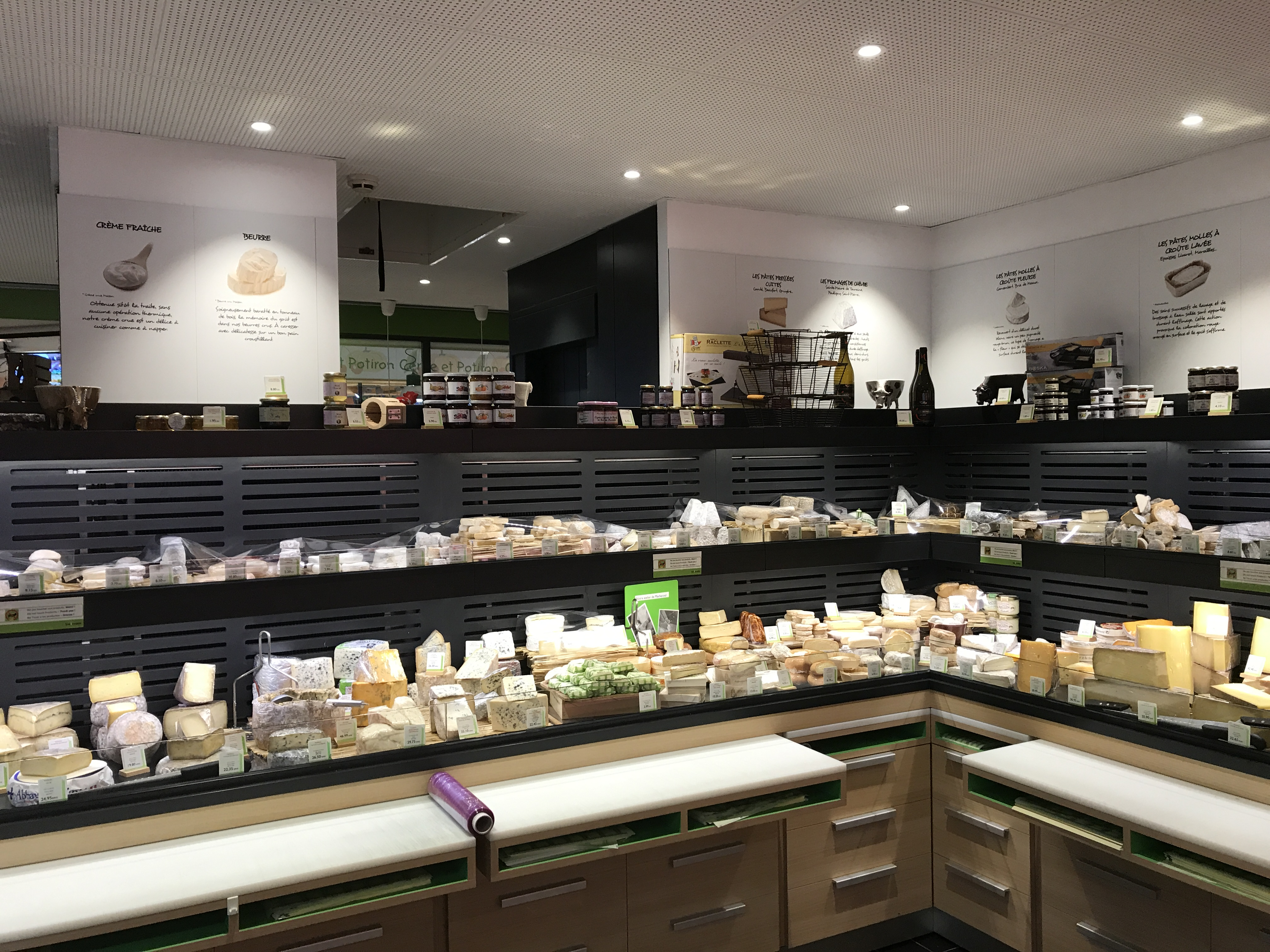
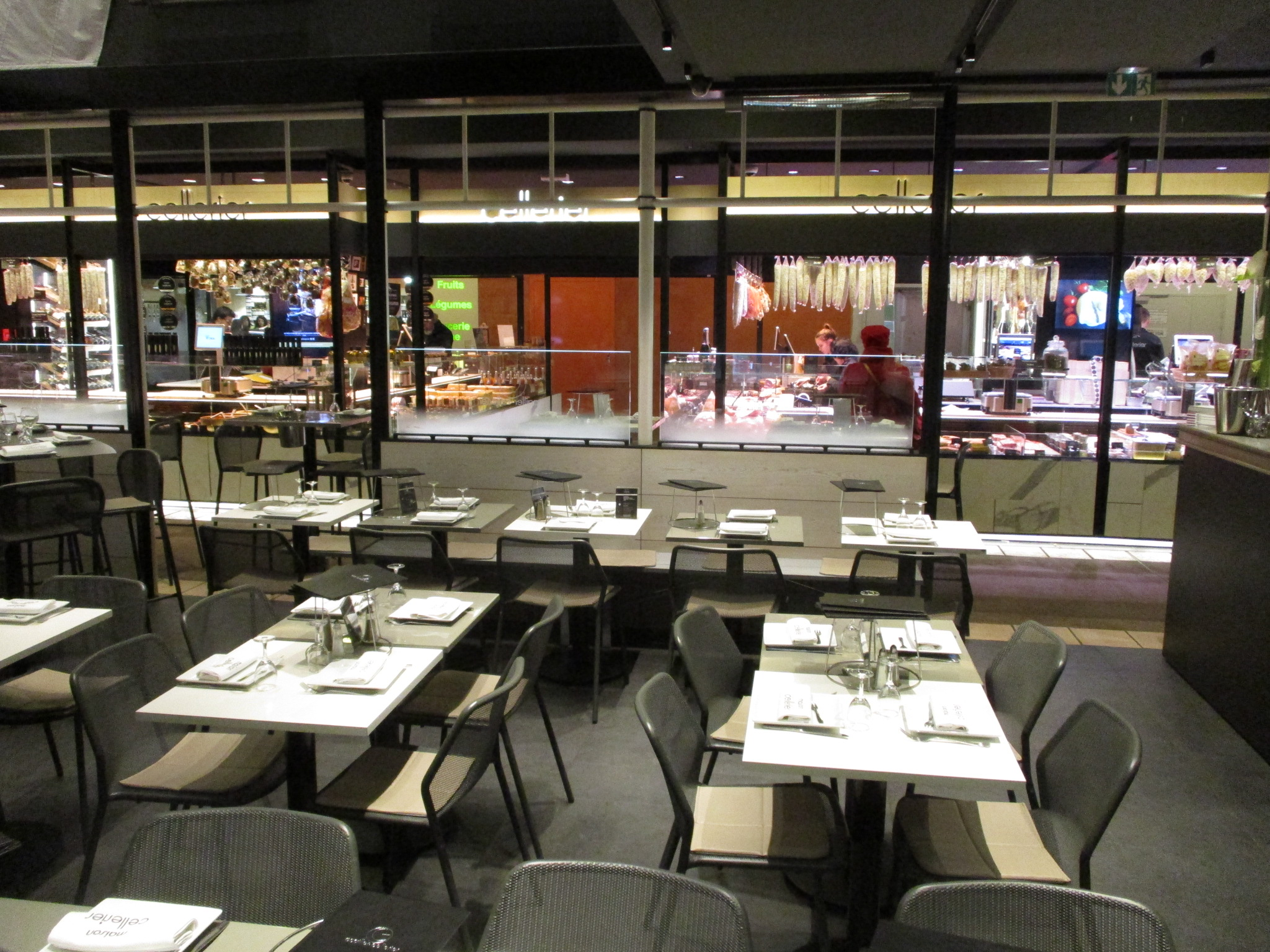

- Bouchers, volaillers, charcutiers, rotisserie
  - Bellota Bellota
  - Boucherie Massot[6]
  - Boucherie Trolliet
  - Cellerier Charcutier
  - Charcuterie Bobosse
  - Charcuterie Traiteur Sibilia
  - Charcuterie Gast
  - Volailles Clugnet Pierre Bastin
  - Rôtisserie Maison Blanchet

Quelques produits de la cuisine lyonnaise
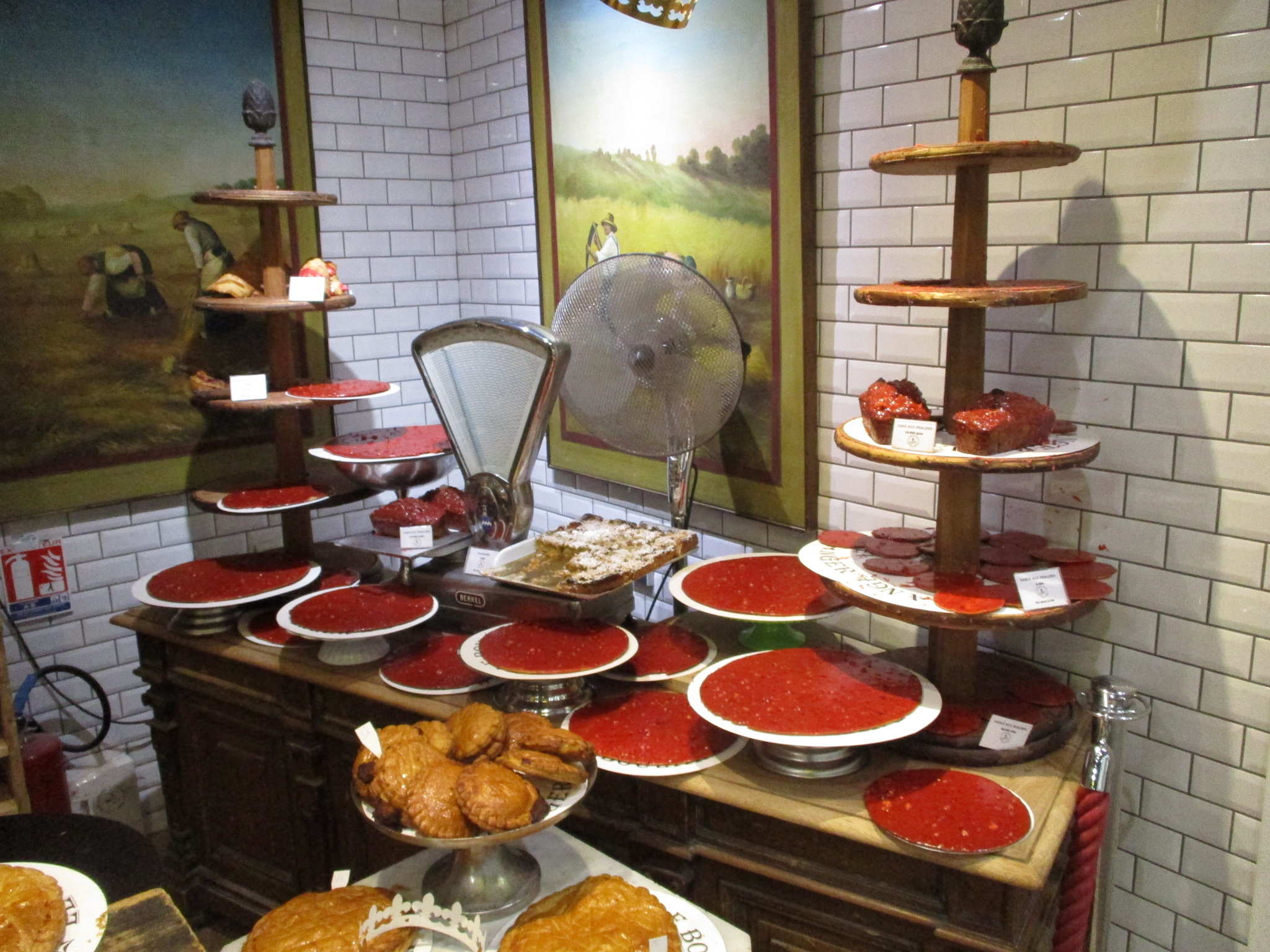
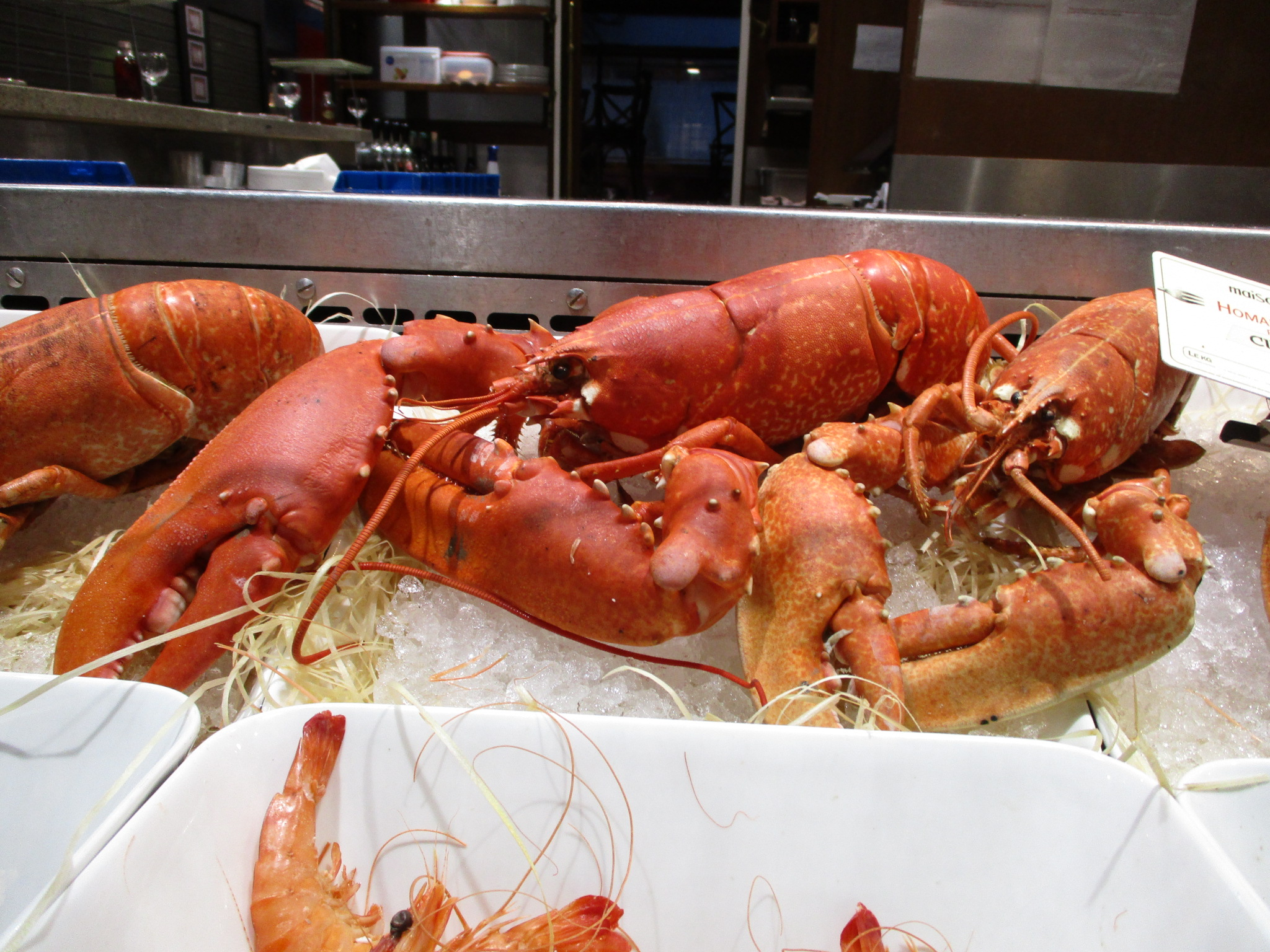
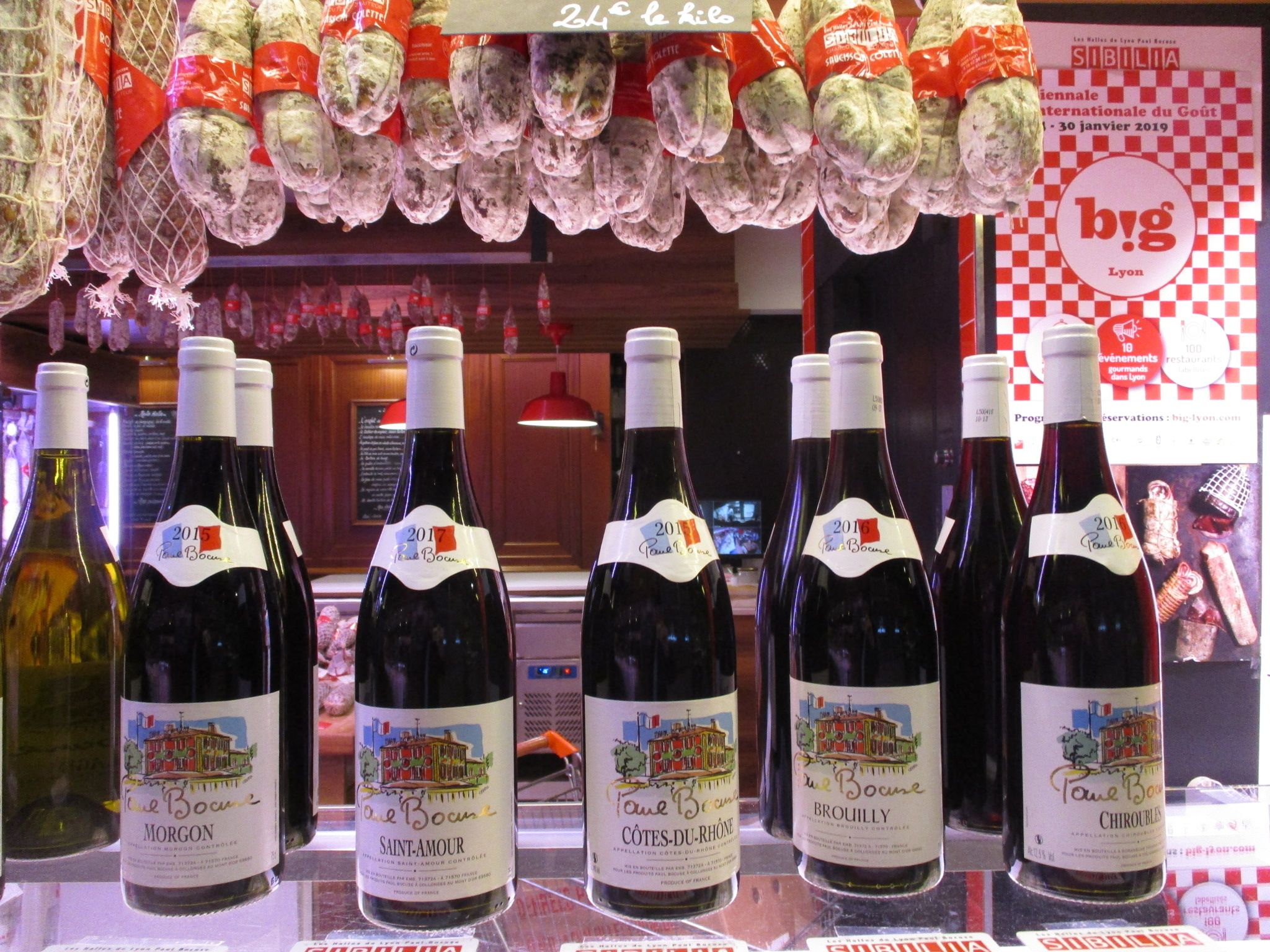
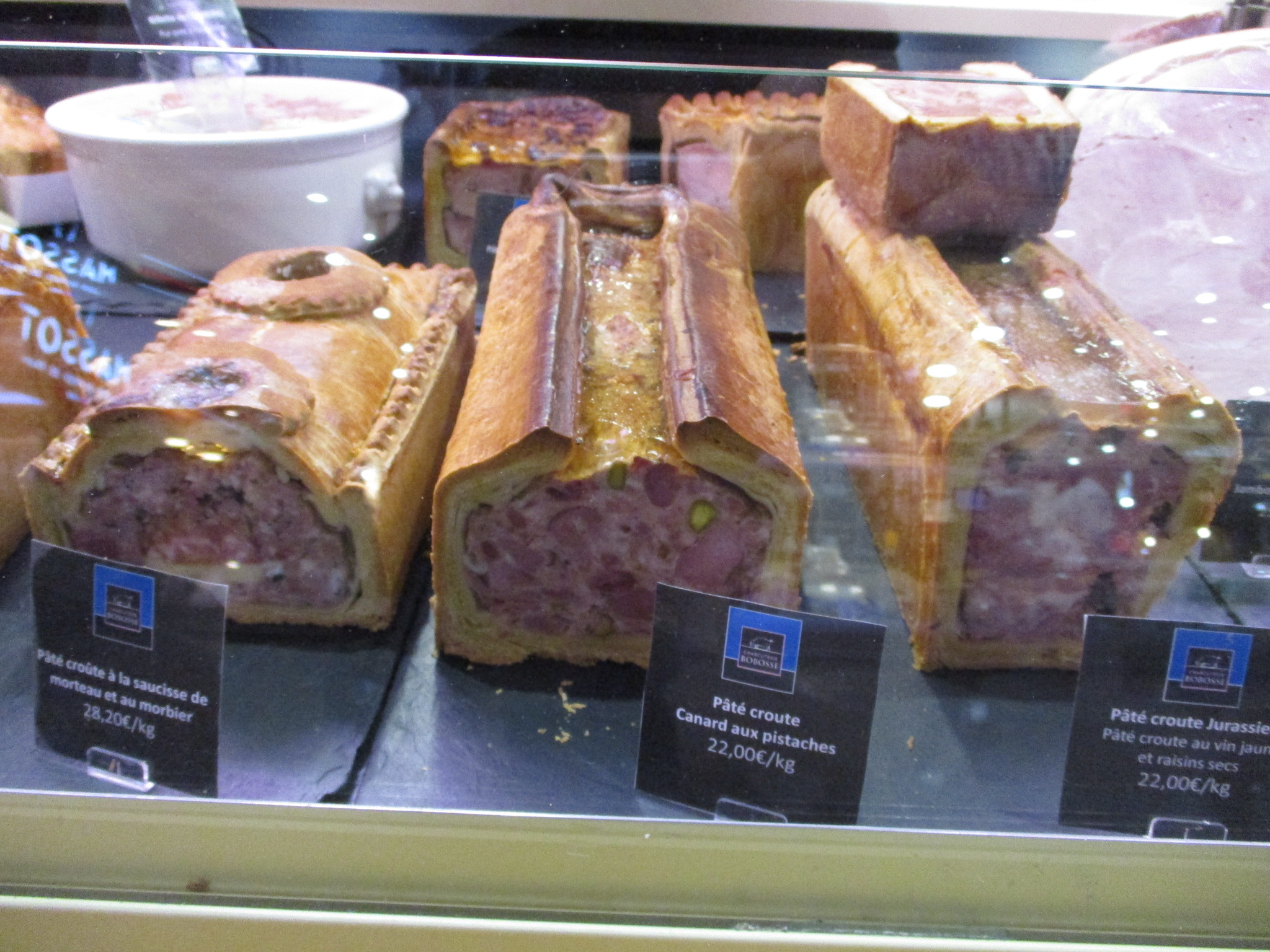
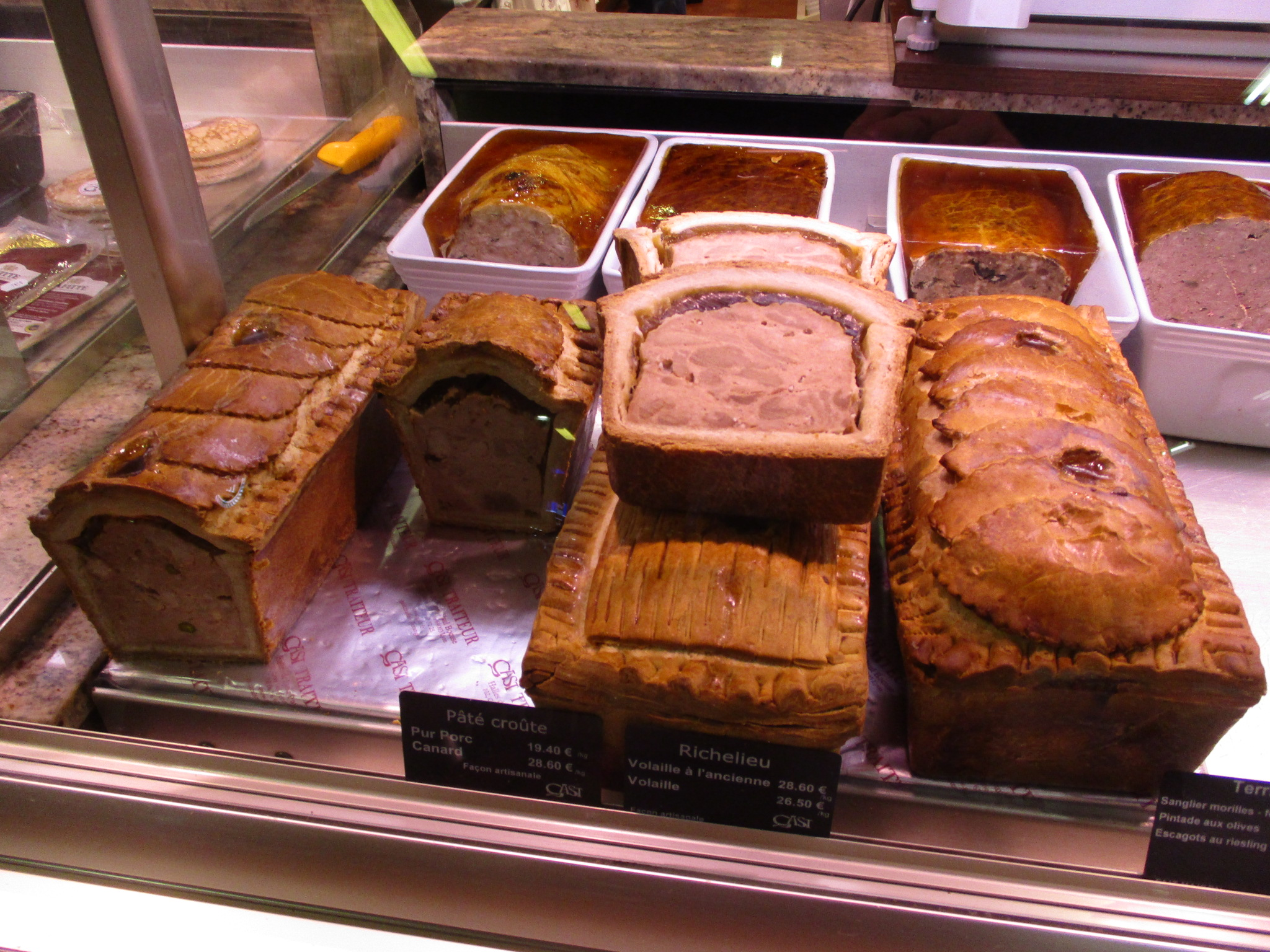
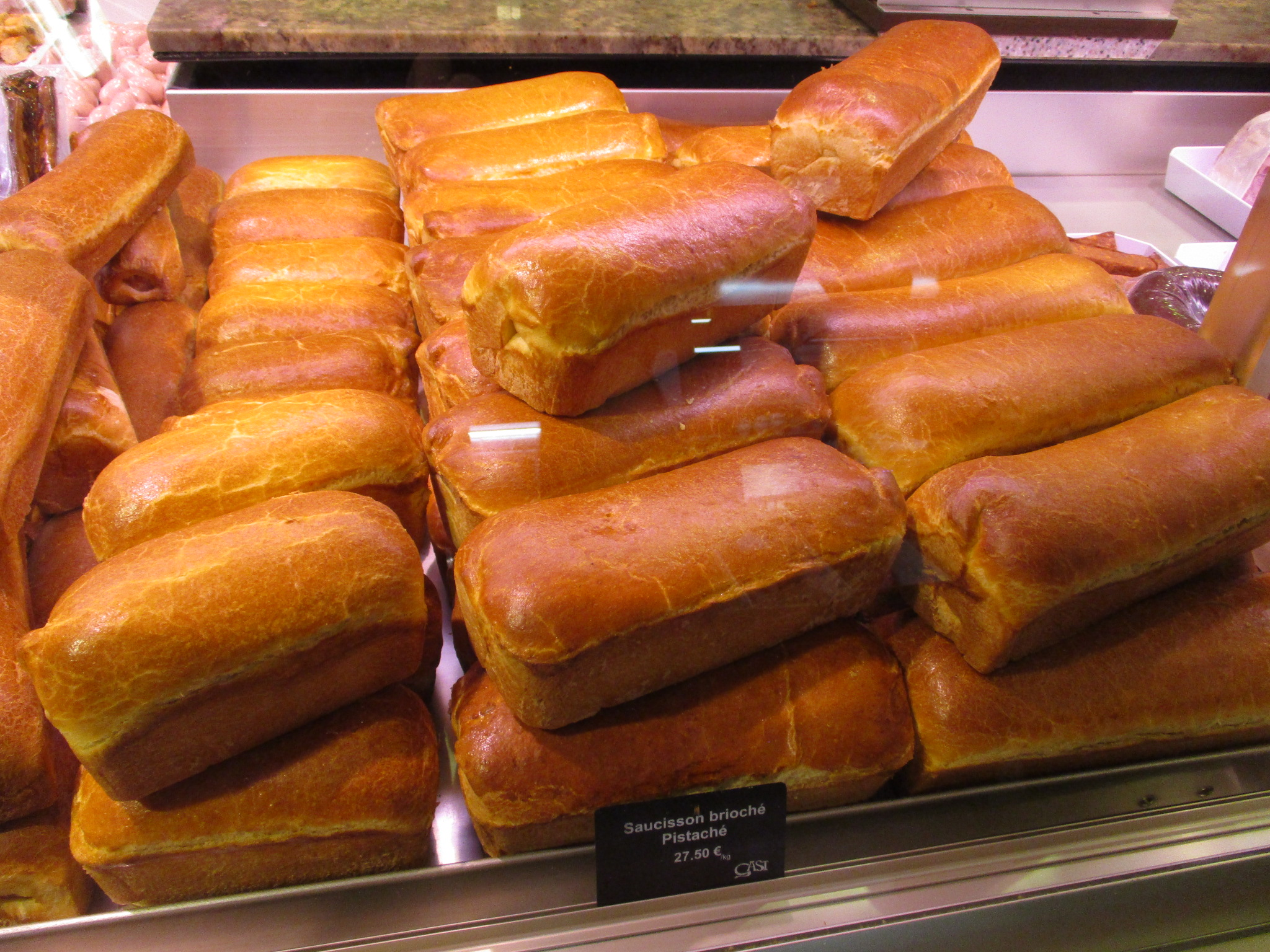
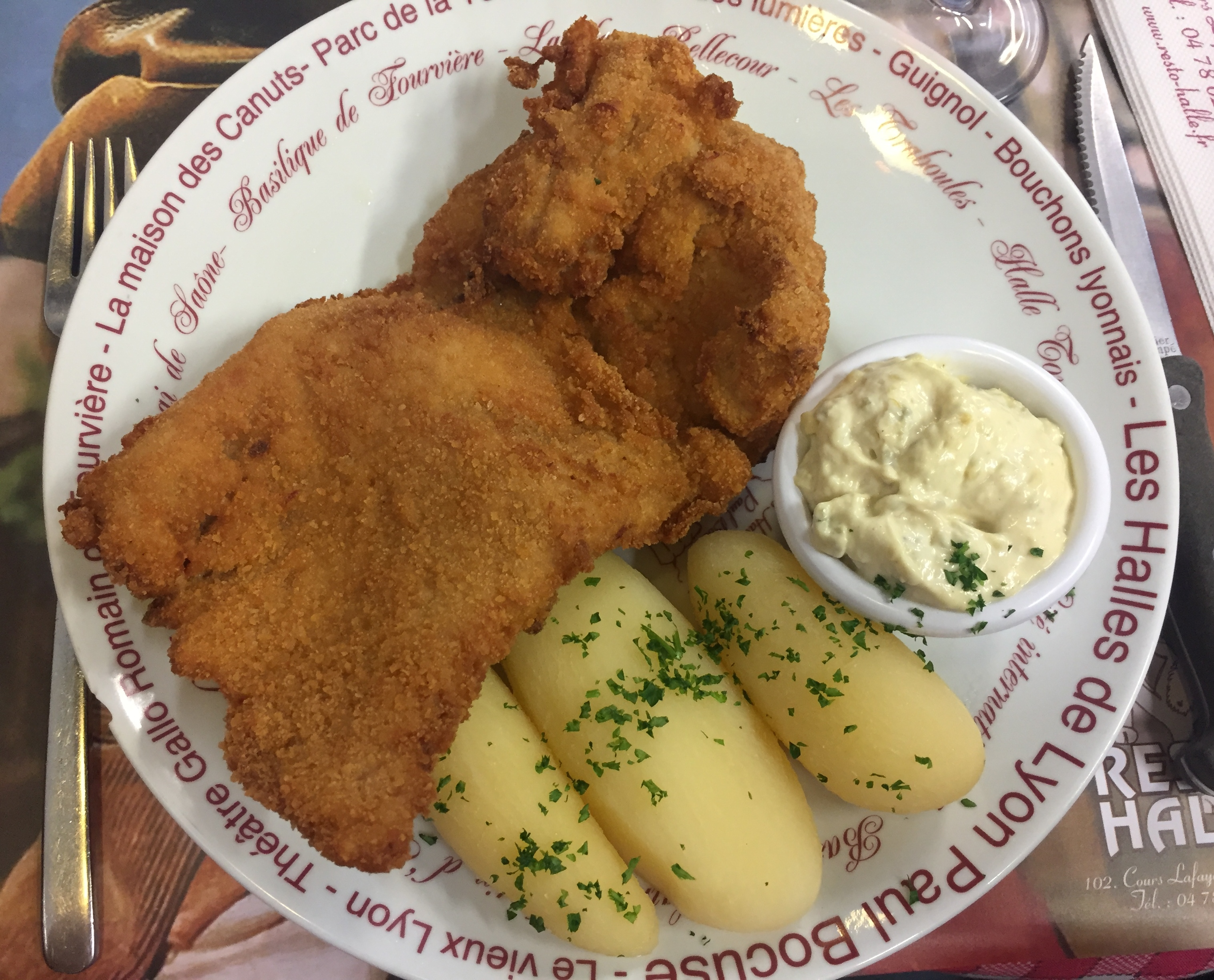
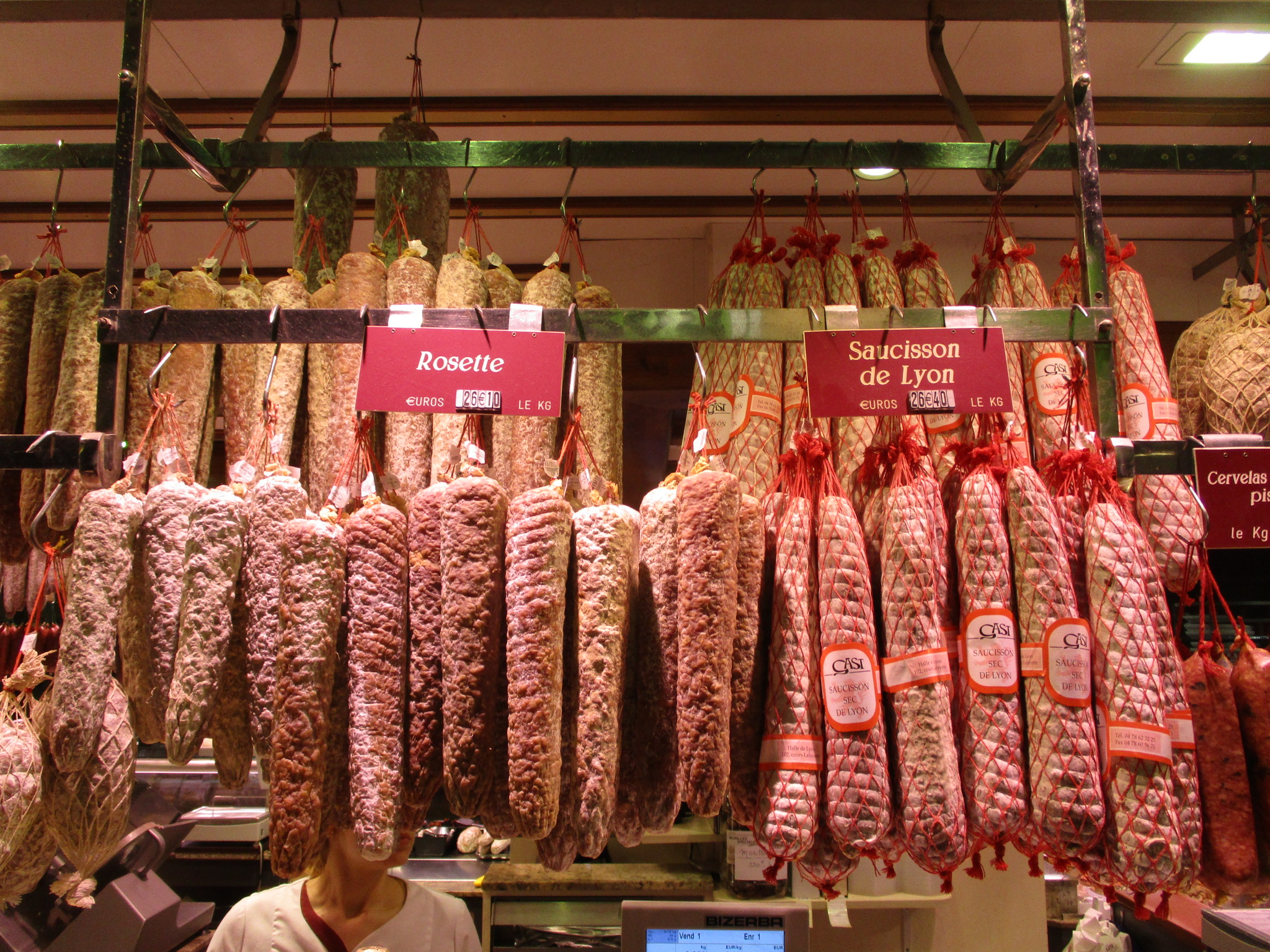
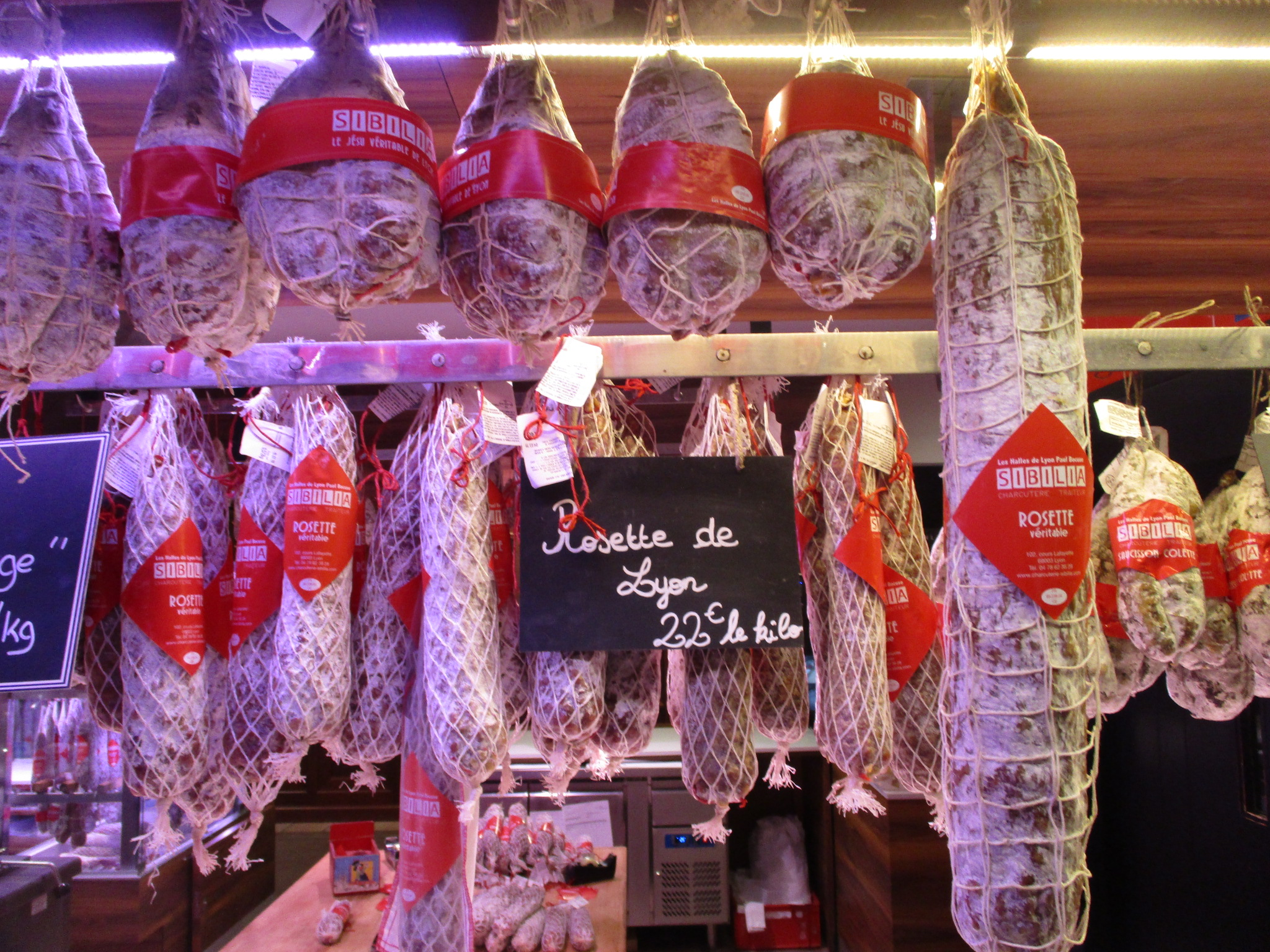
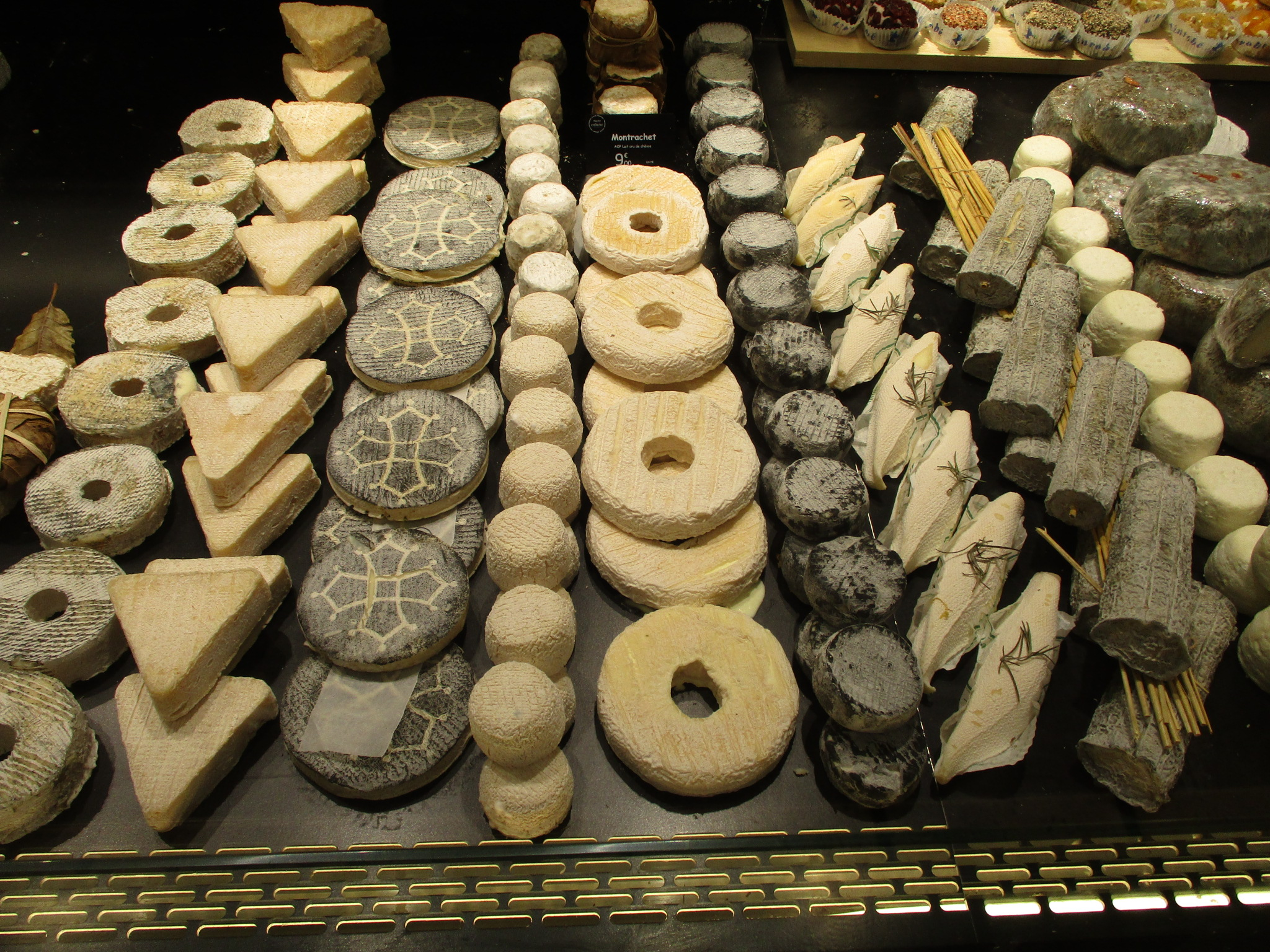
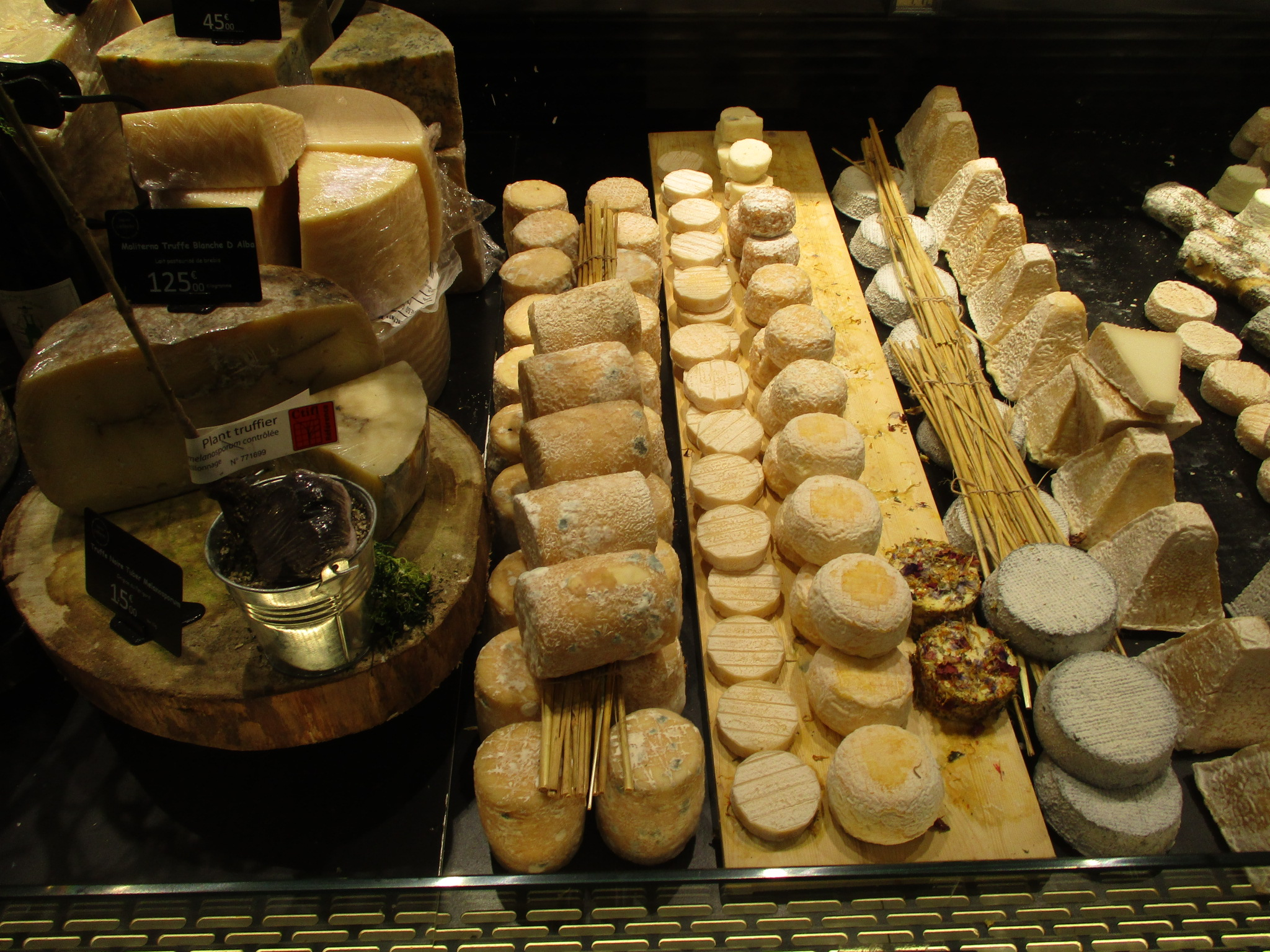
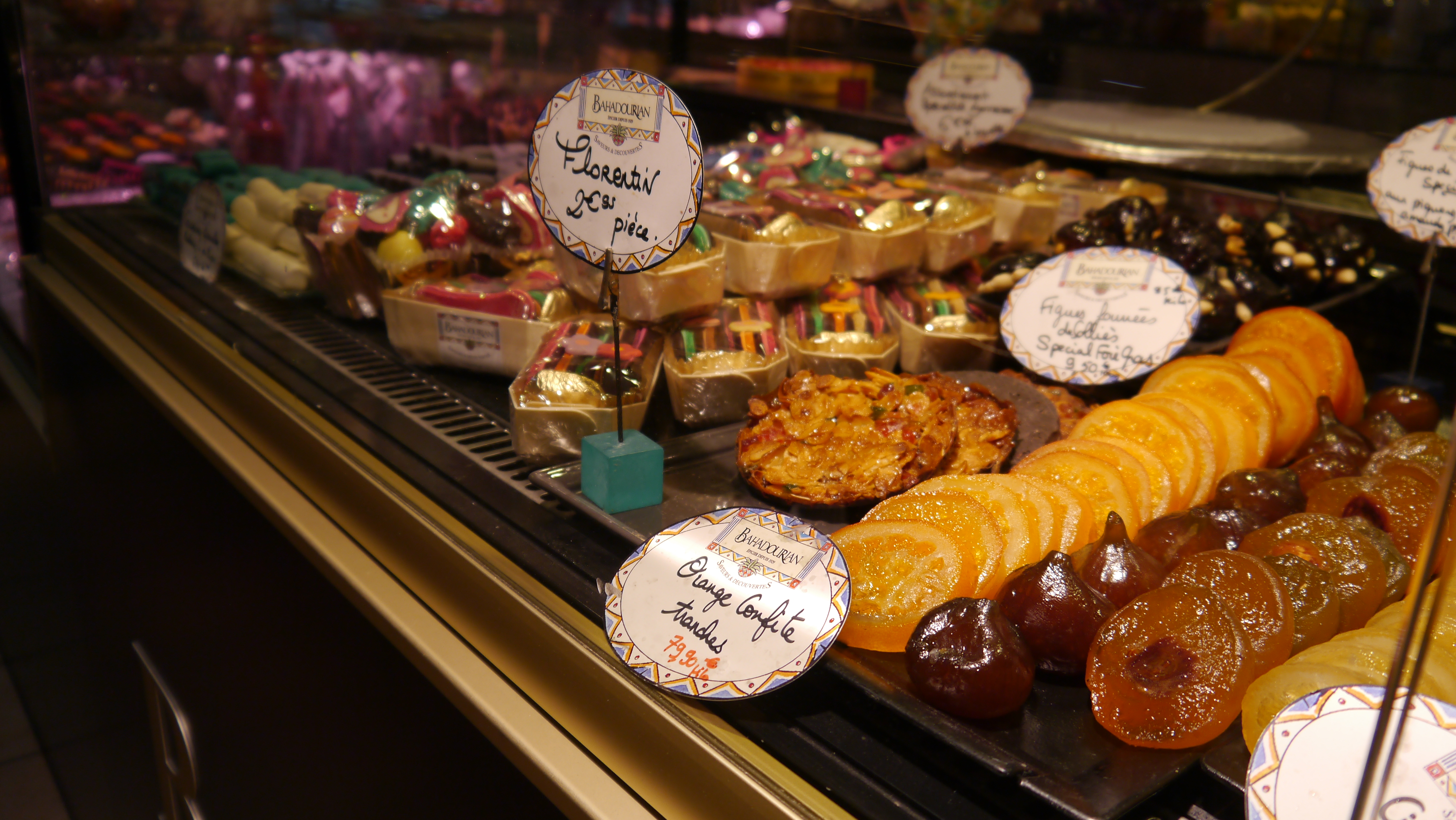

- Boulangers
  - Le Boulanger De L'Île Barbe
  - Boulangerie Le Pain des Gones
- Écaillers
  - Maison Merle
  - Maison Rousseau
  - Ecailler Cellerier
  - Chez Antonin
  - Chez Leon
- Épiceries Fines
  - Aklé
  - Bahadourian
  - Petrossian
  - Muzette Epicerie

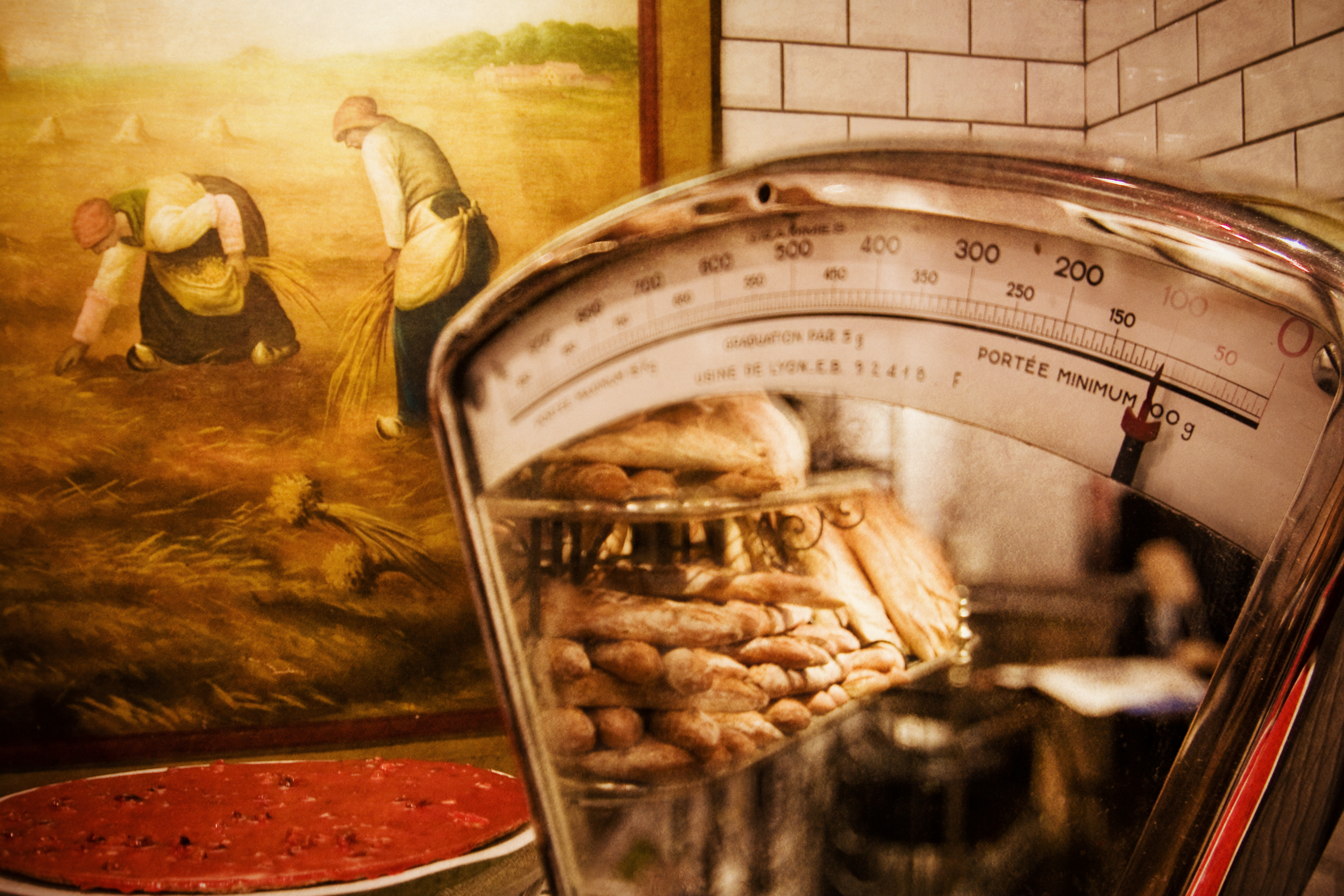
Boulanger de l'île barbe

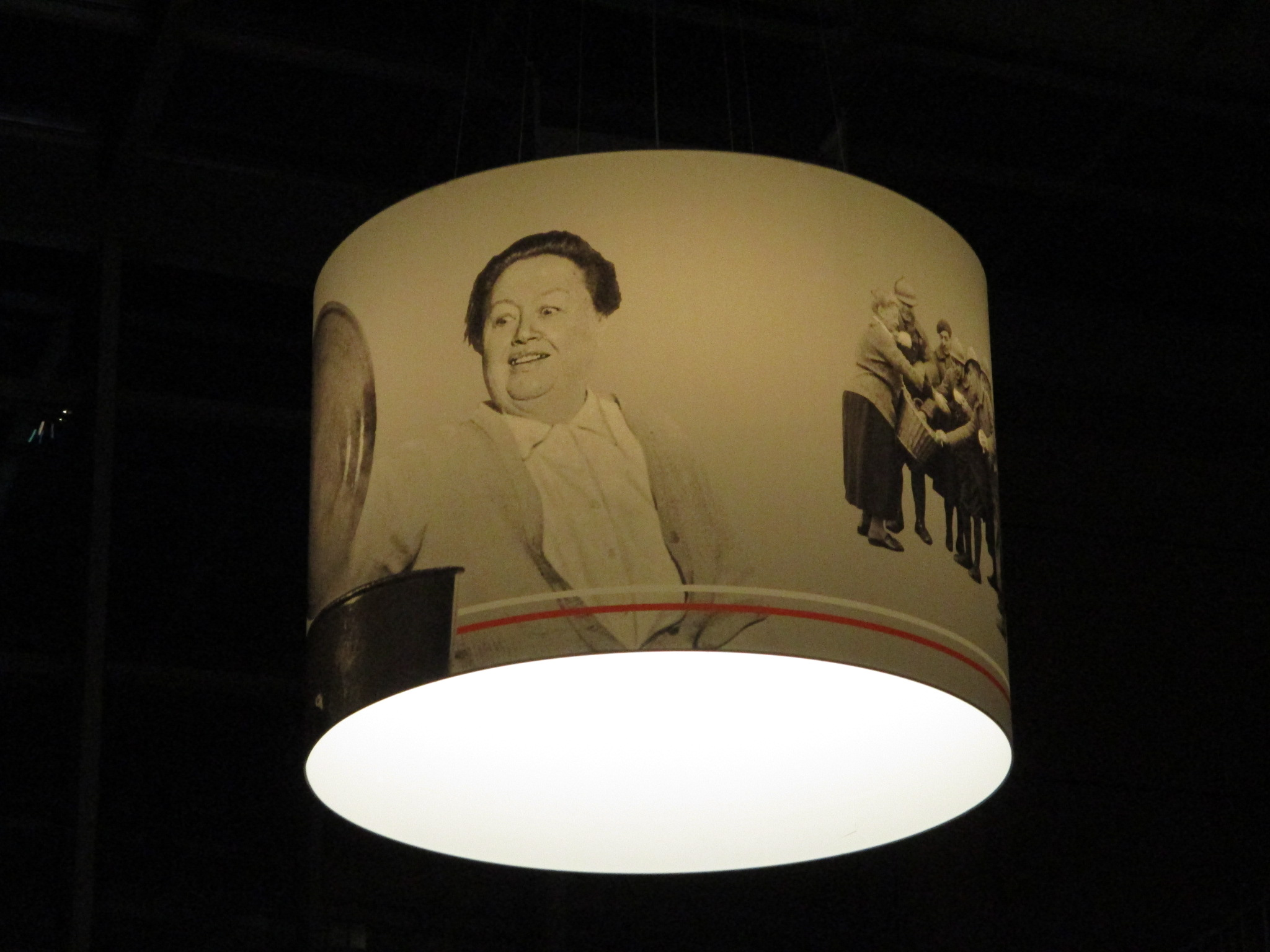
La célèbre mère lyonnaise Eugénie Brazier

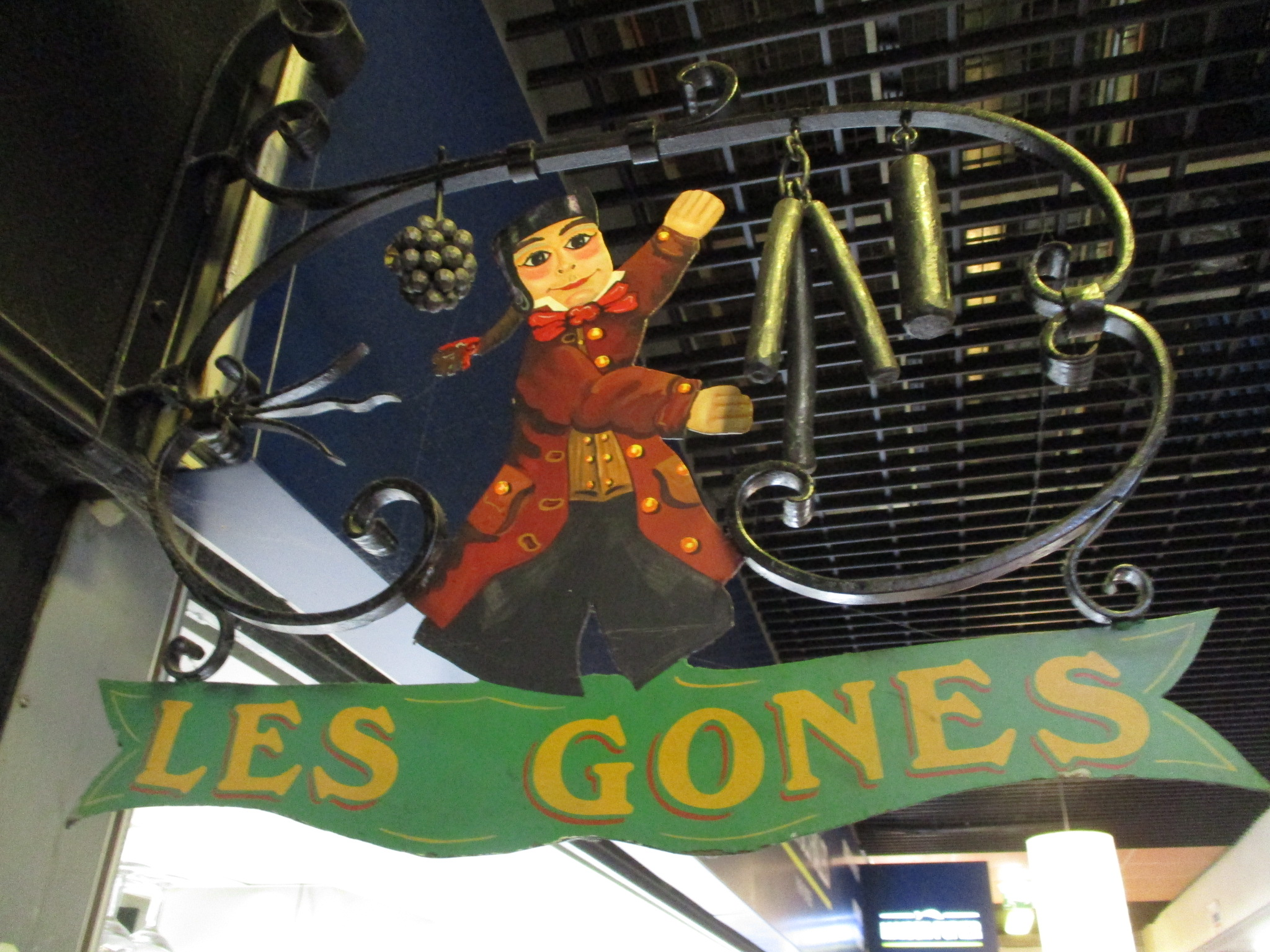

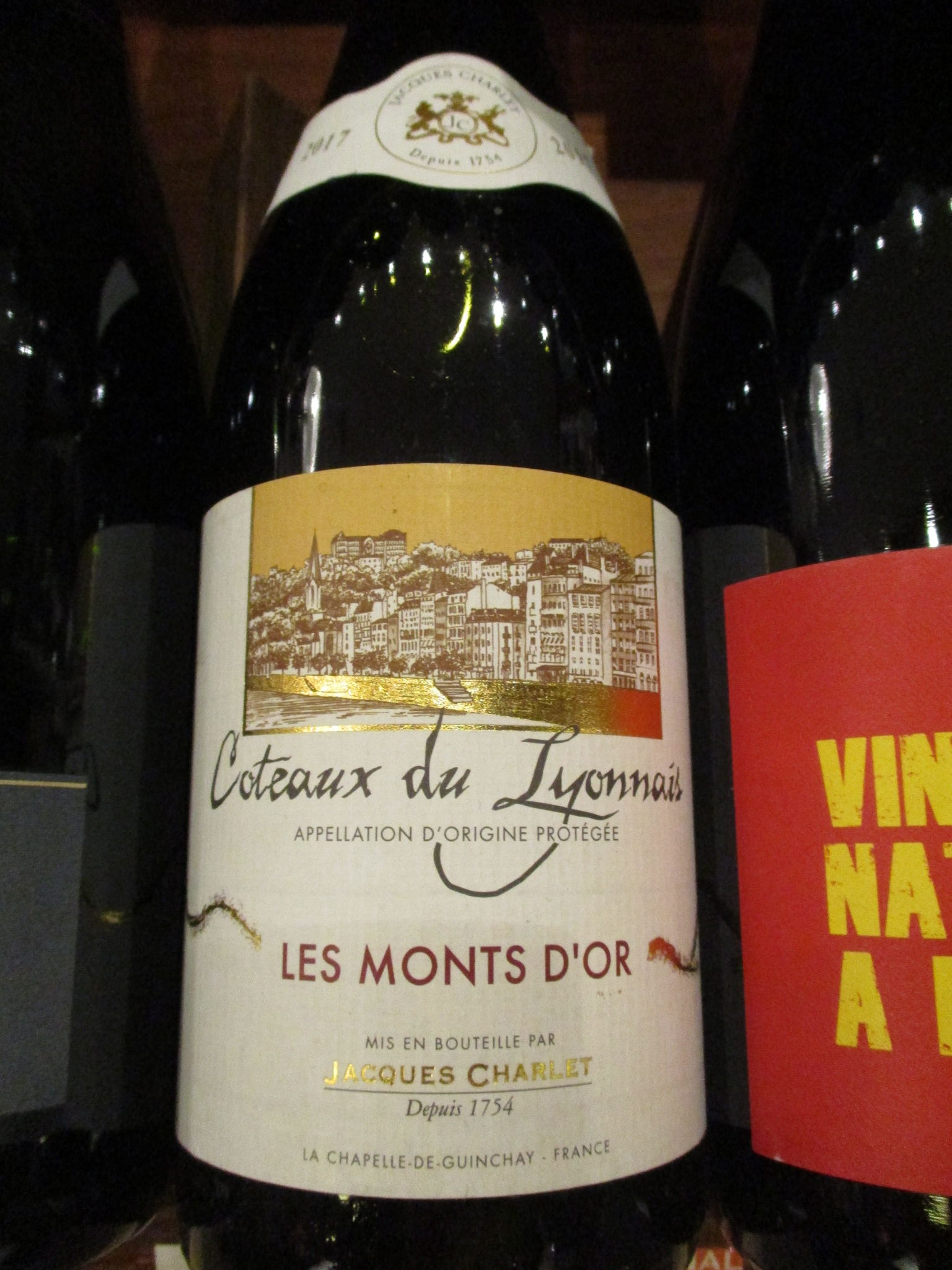
Coteaux-du-lyonnais

  - Epicerie Comptoir La Mère Brazier
- Fromagers
  - Tacca by Rolle
  - Mère Richard
  - Fromagerie Mons
  - Beillevaire
- Fruits & Légumes
  - Aux 4 Saisons
  - Cerise et Création
  - Cerise Et Potiron
- Pâtissiers Chocolatiers
  - Pâtisserie Délices Des Sens
  - Maison Victoire
  - Chocolatier Richart
  - Pâtisserie Sève
  - Chocolatier Bouillet[7]
- Poissonniers
  - Maison Pupier
  - Joanny Durand
- Quenelles
  - Giraudet
- Traiteurs
  - Rolle
  - Baba la Grenouille
  - Chez Monsieur Paul Van Cappel
  - Ciao Ciao
  - Epicerie Comptoir Paul Bocuse
- Vins & Spiritueux
  - M. Chapoutier
  - Nicolas

## Accès
Les Halles sont accessibles en transports en commun : ligne de bus 38 et ligne de trolleybus C3 à l'arrêt Halles Paul Bocuse.